# Mohammad Ghazvini
 (octobre 2013).
Si vous disposez d'ouvrages ou d'articles de référence ou si vous connaissez des sites web de qualité traitant du thème abordé ici, merci de compléter l'article en donnant les références utiles à sa vérifiabilité et en les liant à la section « Notes et références ».
Allameh Mohammad Ghazvini (Téhéran, 1874 - 1949) est une des figures marquantes de la culture et de la littérature iranienne de l'époque moderne.

## Biographie
Son père Abdolvahab Ghazvini est un homme de lettres bien connu en Iran. Mohammad Ghazvini se spécialise après ses études secondaires en littérature persane et en langue arabe. Il passe trente-six ans de sa vie en Angleterre et en France à faire des recherches sur l'histoire de l'art et de la littérature tout en enseignant le persan et l'arabe. Il collabore longtemps avec le professeur Edward Brown, fameux iranologue anglais. Il s'est marié avec une Française dont il a une fille unique. En 1939, il retourne en Iran et jusqu'à son décès en 1949, il a consacré toute sa vie au rayonnement de la littérature de son pays. Ses travaux ont permis de rassembler des pièces éparses de l'histoire de l'art et de la littérature de l'Iran. Le titre Allameh, signifiant « érudit, savant », lui a été conféré par ses disciples et collègues.